# Laura Guiteras
Laura Guiteras Blaya (Barcelona, 1981) es actriz, marionetista y cantante. Su carrera profesional empezó en la serie de TV3 El cor de la ciutat, en la que participó entre 2002 y 2009. Desde entonces ha participado en largometrajes como La princesa del polígono (2007) y Violetas (2008), dirigidos por Rafa Montesinos. En teatro ha trabajado en Pels pèls (Teatro Borràs, 2007-2008), con dirección de Abel Folk, À la ville du Barcelona (Teatre Lliure Montjuic, Festival Grec, 2012), Doña Rosita la soltera (TNC, 2014), ambas bajo dirección de Joan Ollé, entre otros montajes. Es la creadora e intérprete de los espectáculos de títeres y música y voz en directo Mrs. Brownie (con Teatre Nu) y Bostikianes (con Ariadna Martí) y actualmente forma parte de los duetos musicales La Guitti Di Finizio y Las Josephines.

## Biografía
Empezó en el teatro de forma amateur en el año 1993 y entre 2000 y 2002 participó en el Aula de Teatre de la Universitat Autònoma de Barcelona, bajo la dirección de Rafel Duran, Ricard Gàzquez y Toni Casares, mientras estudiaba la carrera de Humanidades.
Al mismo tiempo comenzó a trabajar en BTV, la televisión municipal de Barcelona, como redactora y presentadora en los programas L’Agenda y Magazine BT.  También ha trabajado como locutora y redactora en las emisoras Ràdio Gràcia, COM Ràdio y Catalunya Ràdio. 
Su carrera como actriz profesional comenzó en el año 2002, con la telenovela catalana El cor de la ciutat (TV3), en la que participó hasta el último capítulo, en el año 2009.  También ha intervenido en diversos cortometrajes y largometrajes, entre los que destacan La princesa del polígono (2007), Premio de la crítica del Festival de Málaga, y Violetas (2008), Mejor largometraje en el Festival Picassent, ambos dirigidos por Rafa Montesinos.
En teatro ha participado en montajes como Pels pèls (Teatro Borràs, 2007-2008), con dirección de Abel Folk, À la ville du Barcelona (Teatre Lliure Montjuic, Festival Grec, 2012), Doña Rosita la soltera (TNC, 2014), ambas bajo dirección de Joan Ollé y Els mots i la cosa (Teatre Lliure Montjuic, Festival Grec, 2015), con dirección de Pep Anton Gómez, entre otros.
Su carrera en el teatro se ha extendido también a otros ámbitos más allá de la interpretación. Así ha ejercido de ayudante de dirección en Los monólogos de la vagina (Poliorama, 2005), donde también ejerció de actriz, y en diversos montajes dirigidos por Francesc Cerrö. 
En solitario ha dirigido Julieta tiene un desliz (2010) y Los Palomos (2011) en el C.C. Bon Pastor. En compañía de la dramaturga y trapecista Ariadna Martí ha creado El fil d’Ariadna (2007 y 2010), un montaje de trapecio y circo, y actualmente están creando Bostikianes, un espectáculo de títeres con voz en directo.
Los títeres son desde el año 2015 el eje de su vida teatral, ya que ese año creó y estrenó, con dirección de Víctor Borràs y producción de Teatre NU, Mrs. Brownie, un espectáculo de títeres y música en directo en el que interpreta a Mrs. Brownie, una cantante de Nueva Orleans que recuerda sus viejos tiempos, y a su cuidadora. Mrs Brownie recibió el Premio del público al mejor espectáculo en el Festival Sense Portes 2015.
En paralelo a su carrera como actriz ha desarrollado una extensa carrera musical. Entre otros proyectos musicales de los que ha formado parte, es cofundadora, junto a Toni Xuclà, de Taima Tesao (world pop)  en activo entre 2006 y 2012, y de Cargolé (flamenco contemporáneo), en activo entre 2009 y 2012.
Actualmente forma parte de los duetos musicales La Guitti Di Finizio , junto al bajista Sergio Di Finizio, en las que versionan temes clásicos de muy diversos estilos, y Las Josephines , un proyecto de historias cantadas junto a su hermana, Mònica Guiteras. 
Guiteras se ha formado en técnicas de interpretación, canto, baile y movimiento, e interpreta y canta en castellano, catalán, inglés, italiano y portugués.

## Teatro
2022-2015 Mrs. Brownie Dir. Victor Borràs (Cia. Teatre NU)
2015 Els mots i la cosa (Jean-Claude Carrière). Dir. Pep Anton Gómez
2014 Savanah Bay (Marguerite Duras). Dir. Clara Carbonell
2014 Subterrànies. Sobreviure entre bombes (Projecte VACA)
2014 Doña Rosita la soltera Dir. Joan Ollé. TNC (Sala Gran)
2013 À la ville du Barcelona Dir. Joan Ollé (F.Grec 2012, T.Lliure Montjuic)
2011 Los palomos (Direcció) C.C. Bon Pastor
2010 Vida Privada Dir. Marc Artigau (Assaig Obert. T LLuire)
2010 Julieta tiene un desliz (Direcció) C.C. Bon Pastor
2010 Bleu de chartres Dir. Francesc Cerrö
2009 Pasqua (A.Strindberg). Dir. Francesc Cerrö (Ayudante de dirección y regiduría)
2008-07 Pels pèls Dir. Abel Folk T.Borràs y gira per Catalunya
2006 La diferencia entre espectadores de piezas estivales y espectadores de funerales estivales. Dir. Iñaki Garz (MAD: El canto de la cabra, BCN: T.Tantarantana)
2005 Los monólogos de la vagina. T. Poliorama (Ayudante de dirección y actriz)
2005 Mika i el paradís de Francesc Cerrö (Ayudante de dirección)
2004 Obstinato (Sala Beckett) Dir. Francesc Cerrö
2002 Xacúntala o l'anell perdut. Dir. Toni Casares (Aula teatre UAB)
2001 Troilus i Crèssida. Dir. Ricard Gàzquez (Aula teatre UAB)
2000 Els Labdàcides. Dir. Rafel Duran (Aula teatre UAB)

## Filmografía

### Cine
2011 Amanecidos Dir. Yonai Boix y Pol Aregall
2008 Fragments Dir. Marcel Juan y Sergio Silvestre
2008 Violetas Dir. Rafa Montesinos (TV3, Canal Sur, Canal9)
2007 La princesa del polígono Dir. Rafa Montesinos (TV3, Canal9, RAI)
2007 Barceloneta.com Dir. Nuria Ràfols
2003 Extraviados Dir. Pau Lopez ESCAC                        

### Televisión
2012 Paris TV (Webserie) Dir. Marcel Juan
2002-2010 El cor de la ciutat, TV3 
2007 Tons, TV3 
2002 Pets&Pets, TV3 
2002 L'Agenda BTV (presentadora y redactora)
2001-02 Magazine BTV (presentadora y redactora)
2000 Canal web (presentadora)

## Radio
2011 Extrarradi, COM Ràdio (Tertuliana)
2009-2008 Extrarradi, COM Ràdio (Colaboración con la unidad móvil)
2007 Tot Gira, Catalunya Ràdio (Redactora y locutora)
2003-2001 COM Ràdio. Col.laboradora prog: R-pública, Il.lusions acústiques, estiu.com…
2001-1999 Ràdio Gràcia (Redactora, locutora y productora)

## Música
2022-2017 Las Josephines  
2022-2014 La Guiti Di Finizio 
2013 Toni Xuclà (productor) CD: Salvador Espriu Amb música ho escoltaries millor
2006-2012 Taima Tesäo CD: Zelig Time
2012 Amanida CD: Maruja
2012-2009 Cargolé CD: Semillas
2011 Brossa Quartet de Corda. Canciones Brigadistas
2009 Clara Peya. CD: Declaracions (colaboración)
2009 Malasangre 
2008 La Ment en Blanc CD: Nour (colaboración)
2008 Jóvenes Flamencas CD: Sangre Nueva

## Distinciones
- Premio del público al mejor espectáculo en el Festival Sense Portes 2015 por Mrs. Brownie